# Cirroctopus
Famille
Genre
Cirroctopus est un genre de céphalopodes octopodes vivant dans les abysses, le seul de la famille des Cirroctopodidae.
Certaines bases de données comme l’ITIS placent ce genre en synonymie avec le genre Grimpoteuthis Robson, 1932.

## Liste d'espèces
Selon World Register of Marine Species (23 janvier 2022) :
- Cirroctopus antarcticus (Kubodera & Okutani, 1986)
- Cirroctopus glacialis (Robson, 1930)
- Cirroctopus hochbergi O'Shea, 1999
- Cirroctopus mawsoni (Berry, 1917)